# بوکاوالا
بوکاوالا (به لاتین: Bokkawala) یک منطقهٔ مسکونی در سری‌لانکا است که در استان مرکزی (سری‌لانکا) واقع شده‌است.